# Katholiek Vlaams Hoogstudentenverbond
 (janvier 2023).
Le Katholiek Vlaams Hoogstudentenverbond (KVHV) (en français : Union des étudiants catholiques flamands) est une fraternité étudiante flamande positionnée à droite.

## Histoire
En Belgique, à la fin du XIXe siècle, la langue principale de l'enseignement supérieur est le français. Pour contester cette domination et promouvoir l'utilisation du flamand, de nombreuses associations se créent. Parmi elles se trouve le Vlaams Verbond (l'Union flamande), créé en 1902 et qui changera de nom en 1923 pour devenir le KVHV,

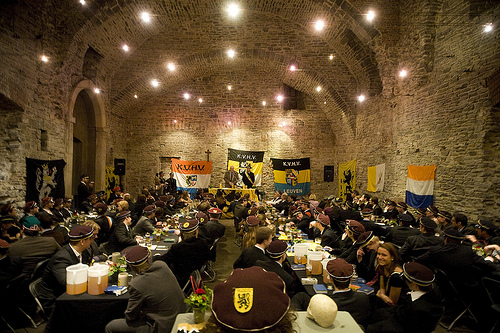
Rassemblement du KVHV au château des comtes de Flandres

En 1975, une division de la section anversoise mène à la création du Nationalistische Studentenvereniging (NSV)

## Polémiques
En 2021, le KVHV a suscité une polémique en invitant le chirurgien plasticien flamand Jeff Hoeyberghs à l'université de Gand. À la suite de propos considérés comme sexistes tenus par le conférencier, la fraternité a été suspendue pendant deux mois,.
En octobre 2023, Thierry Baudet est agressé par un antifasciste lors d'une conférence à l'université de Gand, son invitation par le KVHV a donné lieu à une manifestation, la conférence s'est tout de même déroulée avec environ 300 participants,.

## Membres notables
Le KVHV a donné de nombreuses personnalités politiques flamandes, principalement au Nieuw-Vlaamse Alliantie et dans une moindre mesure au Vlaams Belang.
C’est notamment le cas de : 
- Gerolf Annemans (député, député européen et dirigeant du Vlaams Belang) ;
- Wouter Beke (président du Christen-Democratisch en Vlaams) ;
- Filip Brusselmans (Homme politique et président du Vlaams Belang Jongeren) ;
- Bart Claes (homme politique du Vlaams Belang ) ;
- Alexandra Colen (député du Vlaams Belang et Vlaams Blok) ;
- Bart De Wever (premier ministre belge, président du N-VA et anciennement bourgmestre d’Anvers) ;
- Jaak Gabriëls (homme politique de Open VLD et le Volksunie) ;
- Dries Van Langenhove (blogueur et activiste politique) ;
- Ludo Martens (fondateur du parti du travail de Belgique) ;
- Barbara Pas (députée du Vlaams Belang) ;
- Tom Vandendriessche (député européen du Vlaams Belang).
- Liesbeth Homans ancienne ministre président du gouvernement flamand et actuelle présidente du parlement flamand, (NVA)
- Jan Jambon actuel ministre président du gouvernement flamand membre du Nieuw-Vlaamse Alliantie (N-VA).

## Publications
Le KVHV dispose d'un journal nommé Tegenstroom.

## Littérature
- De Goeyse Mon, O Vrij-Studentenheerlijkheid, Leuvense Universitaire Pers, Leuven, 1987,  (ISBN 90-6186-251-5)
- Uytterhoeven R., Nostalgia Lovaniensis, Universitaire Pers Leuven, Leuven, 2000,  (ISBN 9058670651)
- Vos Louis, Weets Wilfried, (Ed.), Vlaamse vaandels, rode petten, Uitgeverij Pelckmans, Kapellen, 2002,  (ISBN 9028932046)
- Huys, Jan, Van de Weyer Stefan, De studentikoze erfenis van Rodenbach, Acco Drukkerij, Leuven, 2006
- Henkens, Bregt, De Vereniging van Vlaamse Studenen 1974-1983
- Vandezande, Matthias, Rechts-radicalisme tussen Noordzee en Leiestreek
- Staeren, Frank, De Vlaamse Studententradities (1875–1960). Herkomst-Ontstaan-Ontwikkeling, Onuitgegeven Licentiaatsverhandeling K.U.Leuven, 1994.